# Certima annaria
Certima annaria är en fjärilsart som beskrevs av William Schaus 1912. Certima annaria ingår i släktet Certima och familjen mätare. Inga underarter finns listade i Catalogue of Life.